# Belyta pelias
Belyta pelias är en stekelart som beskrevs av Nixon 1957. Belyta pelias ingår i släktet Belyta, och familjen hyllhornsteklar. Arten är reproducerande i Sverige.